# تيريسينا
تيريسينا وهي عاصمة ولاية بياوي في شمال شرق البرازيل، يسكنها 960 ألف نسمة.
تأسست في 16 أغسطس 1852.

## الجغرافيا

### المناخ
| البيانات المناخية لـتيريسينا      | البيانات المناخية لـتيريسينا | البيانات المناخية لـتيريسينا | البيانات المناخية لـتيريسينا | البيانات المناخية لـتيريسينا | البيانات المناخية لـتيريسينا | البيانات المناخية لـتيريسينا | البيانات المناخية لـتيريسينا | البيانات المناخية لـتيريسينا | البيانات المناخية لـتيريسينا | البيانات المناخية لـتيريسينا | البيانات المناخية لـتيريسينا | البيانات المناخية لـتيريسينا | البيانات المناخية لـتيريسينا |
| الشهر                             | يناير                        | فبراير                       | مارس                         | أبريل                        | مايو                         | يونيو                        | يوليو                        | أغسطس                        | سبتمبر                       | أكتوبر                       | نوفمبر                       | ديسمبر                       | المعدل السنوي                |
| --------------------------------- | ---------------------------- | ---------------------------- | ---------------------------- | ---------------------------- | ---------------------------- | ---------------------------- | ---------------------------- | ---------------------------- | ---------------------------- | ---------------------------- | ---------------------------- | ---------------------------- | ---------------------------- |
| الدرجة القصوى °م (°ف)             | 37 (99)                      | 37 (99)                      | 33 (91)                      | 36 (97)                      | 35 (95)                      | 36 (97)                      | 38 (100)                     | 37 (99)                      | 40 (104)                     | 41 (106)                     | 40 (104)                     | 39 (102)                     | 41 (106)                     |
| متوسط درجة الحرارة الكبرى °م (°ف) | 32 (90)                      | 32 (90)                      | 31 (88)                      | 32 (90)                      | 32 (90)                      | 32 (90)                      | 33 (91)                      | 35 (95)                      | 36 (97)                      | 35 (95)                      | 35 (95)                      | 34 (93)                      | 33 (91)                      |
| المتوسط اليومي °م (°ف)            | 27 (81)                      | 27 (81)                      | 26 (79)                      | 27 (81)                      | 27 (81)                      | 26 (79)                      | 26 (79)                      | 27 (81)                      | 28 (82)                      | 28 (82)                      | 29 (84)                      | 28 (82)                      | 27 (81)                      |
| متوسط درجة الحرارة الصغرى °م (°ف) | 22 (72)                      | 22 (72)                      | 22 (72)                      | 22 (72)                      | 22 (72)                      | 21 (70)                      | 20 (68)                      | 20 (68)                      | 21 (70)                      | 22 (72)                      | 23 (73)                      | 23 (73)                      | 22 (72)                      |
| أدنى درجة حرارة °م (°ف)           | 17 (63)                      | 17 (63)                      | 20 (68)                      | 17 (63)                      | 18 (64)                      | 17 (63)                      | 16 (61)                      | 12 (54)                      | 17 (63)                      | 18 (64)                      | 18 (64)                      | 20 (68)                      | 12 (54)                      |
| الهطول مم (إنش)                   | 130 (5.1)                    | 210 (8.3)                    | 220 (8.7)                    | 110 (4.3)                    | 90 (3.5)                     | 90 (3.5)                     | 80 (3.1)                     | 110 (4.3)                    | 20 (0.8)                     | 100 (3.9)                    | 110 (4.3)                    | 200 (7.9)                    | 1٬530 (60.2)                 |
| المصدر: Weatherbase               |                              |                              |                              |                              |                              |                              |                              |                              |                              |                              |                              |                              |                              |

## الرعاية الصحية
يوجد في تيريسينا 634 مركز صحي وثمانية مستشفيات و 181 عيادة .

## التعليم
البرتغالية هي اللغة الرسمية، وهي التي تدرس في المدارس ولكن الأنجليزية والإسبانية جزء من المنهج الدراسي المنهجي

## أعلام
- كريستيان هنريكه دا سيلفا دي سوزا
- دييغو ليوناردو سيلفا سواريس بيريرا
- موناليزا ألكانتارا
- جوناس جوميز دي سوزا
- لايس ريبيرو